# Haut-Languedoc
Der Haut-Languedoc bildet zusammen mit dem Bas-Languedoc den Landstrich Languedoc im Süden von Frankreich. 
Er erstreckt sich über die südlichen Ausläufer des Zentralmassivs und ist verwaltungstechnisch verteilt über die Départements Hérault, Gard, Aveyron und Tarn in der Region Okzitanien.
Der bedeutendste Ort im Haut-Languedoc ist Roquefort-sur-Soulzon. 